# Japetus Steenstrup

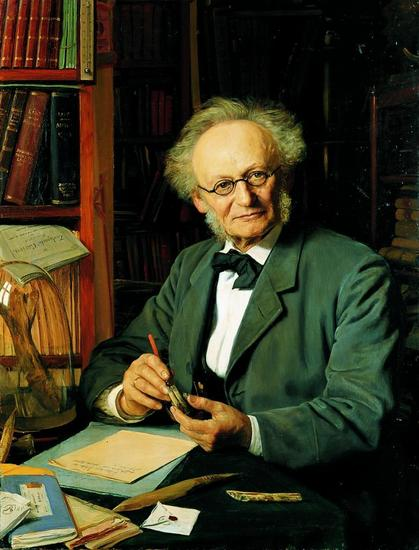
Japetus Steenstrup

Johann(es) Japetus Smith Steenstrup (* 8. März 1813 in Vang Sogn, Thisted Kommune; † 20. Juni 1897 in Kopenhagen) war ein dänischer Professor und Naturforscher (Botaniker, Zoologe und Prähistoriker). Er lehrte ab 1845 an der Universität Kopenhagen. Sein botanisches Autorenkürzel lautet „Steenstr.“

## Leben und Werk
Zunächst als Lektor für Mineralogie an der Sorø Akademi tätig, hatte Steenstrup 1842 den Generationswechsel bei Tieren (parasitische Würmer) entdeckt und legte wichtige Untersuchungen über Torfmoose und die prähistorischen Bewohner Dänemarks vor.
Steenstrup wurde 1845 zum Professor für Zoologie in Kopenhagen berufen und 1848 zum Direktor des Zoologischen Museums. Über seine Ernennung kam es zu heftigen Auseinandersetzungen, die zeitweise die versammelte dänische Zoologenzunft in zwei Lager spaltete. Zu Steenstrups Widersachern zählten Henrik Nikolai Krøyer und Jørgen Matthias Christian Schiødte, zu seinen Gewährsleuten gehörte der Geologe Johann Georg Forchhammer.
Mitte des 19. Jahrhunderts führte Steenstrup den Begriff Køkkenmøddinger als Fachausdruck für zumeist steinzeitliche Muschelhaufen ein. Der Begriff setzte sich in der Archäologie schnell durch. Steenstrup hatte sich seit 1837 mit den Fundhaufen aus Überresten der Meeres- und Malakofauna an den dänischen Küsten beschäftigt. 1848 entbrannte ein Streit mit dem Archäologen Jens Jacob Asmussen Worsaae über die Natur der Køkkenmøddinger. Aus dem wissenschaftlichen Disput folgte 1850 die Einsetzung einer Untersuchungskommission durch die Regierung. Die Kommission, zu der außer Steenstrup und Worsaae der Geologe Forchhammer gehörte, legte die entscheidenden Grundlagen für die Erforschung der Køkkenmøddinger und damit der dänischen Frühgeschichte insgesamt. Steenstrup hatte die Køkkenmøddinger anfangs für verlandete Muschelbänke gehalten; aufgefundene Werkzeuge seien von den frühen Menschen bei der Suche nach Austern zurückgelassen worden. Worsaae hatte dagegen die Muschelhaufen als „gemeinsame Essstätten aus frühester Vorzeit“ interpretiert. Steenstrup revidierte schließlich seine Ansichten.
1840 bereiste er mit Island. Seine Funde fossiler Pflanzen aus dem Miozän wurden später von Oswald Heer beschrieben.
1856 wurde Japetus Steenstrup auswärtiges Mitglied der Bayerischen Akademie der Wissenschaften, 1857 Mitglied der Königlich Schwedischen Akademie der Wissenschaften, 1858 Mitglied der Leopoldina und 1859 korrespondierendes Mitglied der Preußischen Akademie der Wissenschaften. 1860 wurde er zum korrespondierenden Mitglied der Göttinger Akademie der Wissenschaften gewählt.
1867 wurde Steenstrup Staatsrat, 1861 korrespondierendes Mitglied der Russischen Akademie der Wissenschaften in St. Petersburg und 1873 der Académie des sciences in Paris. Die Académie royale des Sciences, des Lettres et des Beaux-Arts de Belgique in Brüssel nahm ihn 1872 als assoziiertes Mitglied auf. 1877 wurde er zum Mitglied der American Academy of Arts and Sciences und 1881 zum Ehrenmitglied (Honorary Fellow) der Royal Society of Edinburgh gewählt. 1885 gab er seine Professur auf.
Er war der Onkel von Knud Johannes Vogelius Steenstrup und Vater des Historikers Johannes Steenstrup (1844–1935).

## Verfilmung
Die sechsfolgige Miniserie „Bryggeren“ (1996–1997) zeichnete ein filmisches Porträt des Brauereiunternehmers J.C. Jacobsen. Darin übernahm der dänische Schauspieler Robert Reinhold (* 1963) die Rolle des Naturforschers Japetus Steenstrup.